# Evgheni Lifșiț
Evgheni Lifșiț (n. 8/21 februarie 1915, Harkov, gubernia Harkov⁠(d), Imperiul Rus – d. 29 octombrie 1985, Moscova, RSFS Rusă, URSS) a fost un fizician sovietic, coautor împreună cu Lev Landau al unui important curs de fizică teoretică. 

## Biografie
S-a născut la Harkov. A fost fratele lui Ilia Lifșiț.  A absolvit Institutul Politehnic din Harkov (1933). În anii 1933-1938 lucrează la Institututul fizico-tehnic dfin Harkov. Din anul 1939 lucrează la Institutul de probleme fizice, (ulterior Institutul Kapița).

## Activitatea științifică
Domeniile principale de cercetări: fizica corpului solid, teoria gravitației, cosmologia.
În anul 1935 a aelaborat în colaborare cu Lev Landau teoria domeniilor în feromagneți și a elaborat ecuația mișcării momentulkui magnetic ( ecuația lui Landau-Lifșiț)
În anul 1941 a elaborat criteriul , care permite să se clasifice toate trenyițiile de fază de speță II în cadrul teoriei tranzițiilor de fază (Criteriul Lifșiț)
În anul 1954 a elaborat teoria forțelor moleculare, ce acționeayă între corpurile condensate.
În anul 1946 a elaborat teoria instabilităților într-un Univers în expansiune în colaborare cu discipolul său Vladimir Belinski și I.M. Halatnikov și, ulterior, în anii 1970-1972 a găsit soluția generală cosmologică a ecuațiilor lui Einstein cu singularitate în timp.
În colaborare cu Lev Landau a creat "Cursul de fizică teoretică", distins cu Premiul Lenin (1962).

## Distincții și premii
- Premiul de Stat al URSS (1954)
- Premiul Lomonosov (1958)
- Premiul academic în numele lui L.D. Landau (1974)